# Alex Ireland
Alexander Ramsay Ireland, detto Alex (Leith, 11 febbraio 1901 – Edimburgo, 24 gennaio 1966), è stato un pugile britannico.

## Palmarès
- Giochi olimpici

Anversa 1920: argento nei pesi welter.